# Капана
Капана е квартал в град Пловдив, в същинския център на града. Създаден като средище на занаятчии около Куршум хан (на мястото на днешните Централни хали), кварталът е особена плетеница от малки улички, носещи подобаващи имена – Железарска, Кожухарска, Абаджийска, Златарска и пр. По-известни забележителности около квартала са Джумая джамия, Римският стадион, Старият град.

## История
„Капана“ носи името си от XV в., когато две тесни пазарни пространства, притиснати отвсякъде с дюкяни и наречени „Ун капан“ и „Буюк капан“, кръщават квартала наоколо. Това е била занаятчийската чаршия на Пловдив, като през 1652 г. дюкяните там са наброявали 880. До началото на ХХ в. „Капана“ е търговското сърце на града. Там се е извършвала международна търговия, играеща основна роля за поддържането на занаятчийството живо в региона. Сред най-внушителните сгради в квартала са били Куршумхан, в която се помещавало управлението на абаджийския еснаф, и Големият безистен – правоъгълна едноетажна сграда с площ 500 кв. м, в която търговците прибирали стоката си. Около безистена са се помещавали работилниците на различните сдружения, а имената на част от улиците (запазени до днес) са посочвали къде се намират магазините за всеки занаят – „Железарска“, „Златарска“, „Абаджийска“, „Кожухарска“.
През 1906 г. в Пловдив избухва голям пожар и огромна част от сградите в „Капана“ са разрушени. През 70-те години на ХХ в. е приет план за изграждане на голям търговски център на мястото на занаятчийския квартал. Правят се детайлни планове и проекти на отделни сгради, стартира отчуждаването на имоти и се подготвя събарянето на първите сгради. Формиралият се през това време „Колектив Капана“ обаче спасява квартала от пълно разрушение, като успява да убеди архитекти и институции, че Капана е едно изключително място, което има смисъл да бъде запазено. В пловдивския вестник „Отечествен глас“ е публикувана статия от Антоанета Топалова, апелираща за запазването на квартала и сградите в него.
През 1981 г. за първи път група проектанти и архитекти представят проект за обновяване на квартала, който има за цел да го превърне в мултифункционално място и в същото време да запази автентичния дух на квартала. Желанието им е старите сгради да бъдат запазени, а новите строежи да бъдат съобразени със стила на комплекса. През 1983 г. десет обекта са реконструирани.

## Квартал на творчески индустрии
През 2013 г. е обявено, че „Капана“ ще бъде превърнат в квартал на творчески индустрии с провеждането на няколко фестивала в него от 2014 г. насам.
През 2014 г. се провежда конкурс за 10 обекта в „Капана“ и след юни 2014 г. локациите функционират и допринасят за облика на самия квартал, както и за облика на град Пловдив, кандидат за европейска столица на културата през 2019 г. Конкурсът се отнася за ателиета и локации в сферата на културата, като едно от основните условия е тези локации да се предоставят на артисти, занаятчии и културни асоциации, които да възобновят ролята и лика на квартал Капана спрямо традицията му на културно и занаятчийско средище.
Ръка за ръка с възраждането на „Капана“ през 2014 г. се появява и „Капана Фест“ – уличен фестивал на изкуствата и занаятите, който се провежда ежегодно.
От 2014 г. „Капана“ приема фестивалите ONE DESIGN WEEK, ONE DANCE WEEK и ONE ARCHITECTURE WEEK, организирани от платформата за съвременна култура „Едно“.

## Галерия
- Галерия Ластици